# Cikarang Kota
Cikarang Kota is een bestuurslaag in het regentschap Bekasi van de provincie West-Java, Indonesië. Cikarang Kota telt 22.303 inwoners (volkstelling 2010).